# 布莱顿 (科罗拉多州)
布莱顿（英語：Brighton）是美国科罗拉多州亚当斯县和韋爾德縣下属的一座城市。建市于1887年9月1日，面积大约为20.271平方英里（52.503平方公里）。根据2010年美国人口普查，该市有人口33,352人。2011年估计该市有人口34,069人，相比2010年人口变化为2.15%。同时，论人口该市是科罗拉多州第22大城市。